# Deedee Magno Hall
Deedee Lynn Magno Hall (ur. 2 kwietnia 1975 w Portsmouth) – amerykańska aktorka i wokalistka.
Jest oryginalnym głosem Perły w serialu animowanym Steven Universe.

## Filmografia (wybór)
Źródło:
- Steven Universe (2013) – Perła
- Chirurdzy (2020) – Katrina Scott